# St. Nikolaus (Lenting)

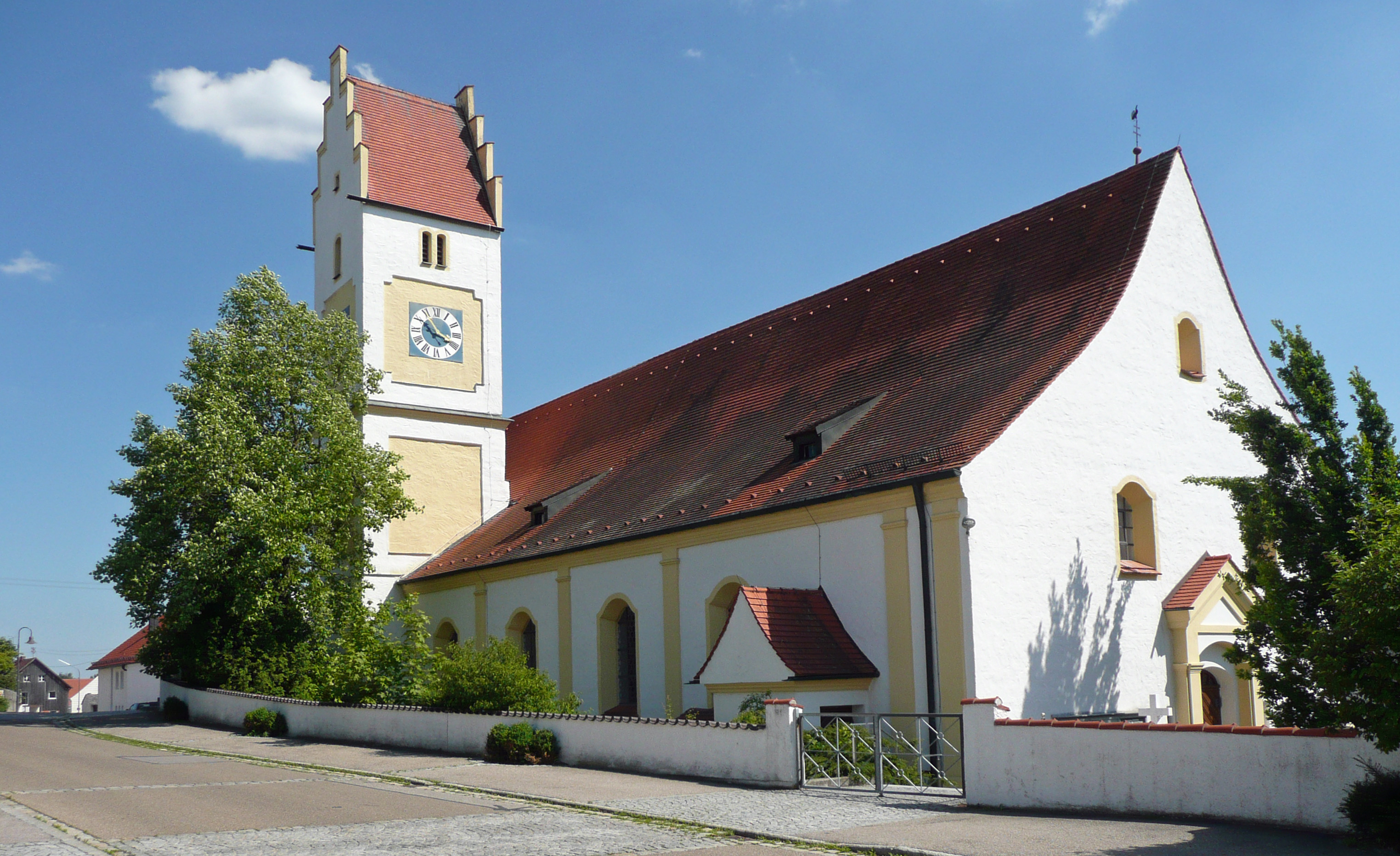
St. Nikolaus in Lenting

Die römisch-katholische Pfarrkirche St. Nikolaus steht in Lenting, einer Gemeinde im oberbayerischen Landkreis Eichstätt. Das Bauwerk ist in der Liste der Baudenkmäler in Lenting als Baudenkmal unter der Nr. D-1-76-143-1 eingetragen. Die Kirche gehört zum Dekanat Ingolstadt im Bistum Eichstätt.

## Beschreibung
Die im Kern mittelalterliche, um 1660 erweiterte und 1661 geweihte Kirche besteht aus dem Langhaus, dem eingezogenen, dreiseitig geschlossenen Chor und dem Chorflankenturm an der Nordwand des Chors. Das Kirchenschiff wurde 1926/27 durch die Hinzufügung zweier Seitenschiffe nach einem Entwurf von Friedrich Haindl zur Hallenkirche erweitert. Der Chorflankenturm enthält in seinen oberen Geschossen die Turmuhr und den Glockenstuhl. Ein Satteldach zwischen den Staffelgiebeln bildet den Abschluss des Turms.
Die Deckenmalereien hat 1929 Waldemar Kolmsperger der Jüngere ausgeführt. Die Altarretabel der um 1750/60 gebauten Altäre stammen von Johann Evangelist Hölzl. 